# بهاري دانش

مثال من مخطوطة من القرن الثامن عشر، تسمى حديقة المعرفة، محفوظة في المكتبة الوطنية في بولندا.

بهاري دانش (وتُترجم إلى "نبع المعرفة") عبارة عن مجموعة فارسية من الحكايات الرومانسية المقتبسة من مصادر هندية سابقة، ألَّفها عناية الله كمبة في دلهي عام 1651.
وقد ترجم ألكسندر دوو الكتاب جزئيًّا إلى اللغة الإنجليزية في عام 1768 أو 1769، وترجم المستشرق جوناثان سكوت الكتاب بالكامل في عام 1799. وقد طُبع النص الفارسي أيضًا عدة مرات في القرن التاسع عشر. لم تنجُ أي نسخة مبكرة مصورة من المخطوطة، على الرغم من وجود زوج من المخطوطات المصورة التي تعود إلى القرن الثامن عشر، من مجموعات دوق نورثمبرلاند ومجموعة ريتشارد جونسون، والتي قد تعكس التقاليد التوضيحية في القرن السابع عشر. توجد مخطوطة أخرى من هذا العمل تعود إلى القرن الثامن عشر، والمعروفة باسم حديقة المعرفة، في المكتبة الوطنية في بولندا .
كانت إحدى الحكايات الموجودة في كتاب بهاري دانش بمثابة مصدر لفكرة رواية شعرية هي "لالا رخ" كتبها توماس مور عام 1817.

## الترجمات
- بهار دانوش؛ أو حديقة المعرفة. رومانسية شرقية. ترجمت من الفارسية لعينايت أوللا بقلم المستشرق جوناثان سكوت[الإنجليزية]، 1799. النسخة الرقمية في معهد باكارد للعلوم الإنسانية

## روابط خارجية
- عناية الله كمبة، شيخ د. 1082/1671